# Hanauer Bücherumschlag
Im Juni 1775 veranstaltete eine Reihe von sogenannten Reichsbuchhändlern in der hessischen Stadt Hanau erstmals eine Buchmesse, auf der hauptsächlich Raubdrucke der zu dem Zeitpunkt populären norddeutschen Verlagswerke getauscht wurden. Diese hauptsächlich von süddeutschen und österreichischen Verlegern besuchte Gegenmesse zu der damals dominierenden Leipziger Buchmesse konnte sich allerdings nicht etablieren und wurde bereits im Entstehungsjahr von den kaiserlichen Behörden in Wien verboten. Zu den bekanntesten Initiatoren des Hanauer Bücherumschlags, der sogar einen eigenen Messkatalog führte, gehörten der Wiener Nachdrucker Johann Thomas von Trattner und der Frankfurter Verleger F. Varrentrapp. 1778 wurde der Hanauer Bücherumschlag aufgrund von fehlendem Zuspruch und ausbleibenden Besuchern eingestellt.